# Yorsh
Yorsh (Russisch: ёрш) is een Russische biercocktail bestaande uit bier en een ruime hoeveelheid vodka. Omdat vodka een neutrale sterkedrank is wordt de smaak van het bier niet beïnvloed, maar gaat het alcoholpercentage wel omhoog.